# Satou Satomi
Satō Satomi (佐藤 聡美 (Tá Đằng Thông Mỹ) Satō Satomi, sinh ngày 8 tháng 5 năm 1986) là một nữ diễn viên lồng tiếng và ca sĩ người Nhật Bản.
Satō đến từ Sendai, tỉnh Miyagi. Cô được liên kết với Tài năng trẻ của Aoni Production. Cô tốt nghiệp Tokyo thông báo trường đại học nghệ thuật biểu diễn Gakuin. Cô còn được gọi là Sugar (し ゅ が Shugā), vì "satō" () có nghĩa là "đường" trong tiếng Nhật. Cô được biết đến với vai diễn Ritsu Tainaka trong K-On! và Wendy Marvell trong Fairy Tail. Cô tuyên bố kết hôn với diễn viên lồng tiếng, Takuma Terashima, vào ngày 6 tháng 7 năm 2017. Trong khi tham dự Tokyo thông báo Gakuin, Satō đã được chọn tham gia vào đội ngũ trợ lý thứ bảy (Big Bang Grand Prix V) trên Radio Big Bang của Miki Tomokazu. Là một trợ lý, cô thành lập đơn vị Kisty.